# Achrysocharoides asperulus
Achrysocharoides asperulus is een vliesvleugelig insect uit de familie Eulophidae. De wetenschappelijke naam is voor het eerst geldig gepubliceerd in 2012 door Hansson.